# 高平公友
高平 公友（たかひら きみとも、1914年7月18日 - 2000年2月10日）は、日本の政治家。参議院議員（2期、自由民主党）。

## 来歴
富山県出身。滑川商卒。立山町議を1期、富山県議を5期、同議長も務める。1975年、町議や県議として公共の福祉に奉仕して地方自治の発展に貢献したとして藍綬褒章受章。1977年の第11回参議院議員通常選挙に富山県選挙区から自民党公認で立候補して初当選し、2期務める。自民党参議院国会対策副委員長、鈴木善幸内閣科学技術政務次官、内閣委員長などを歴任した。1989年に引退。1990年秋の叙勲で勲二等瑞宝章受章。
2000年2月10日、胃癌のため富山県富山市の流杉病院で死去、85歳。死没日をもって従四位に叙される。